# Conte di Salisbury
Conte di Salisbury è un titolo ereditario della nobiltà inglese della Paria d'Inghilterra.

## Storia
Il titolo venne creato per la prima volta per Patrick di Salisbury verso la metà del XII secolo. Esso venne poi ereditato da Alice, moglie di Tommaso Plantageneto. Quando il conte di Lancaster perse poi i propri titoli e venne decapitato per tradimento nel 1322, la contessa rinunciò a tutti i propri titoli in favore della corona e il titolo di conte di Salisbury si estinse.
Il titolo venne creato una seconda volta nel 1337 per William Montacute per poi essere ereditato da Richard Neville, alla cui morte il titolo si estinse ancora una volta.
Nuovamente, nel 1472, esso venne garantito a Giorgio Plantageneto, I duca di Clarence, ma quando egli venne giustiziato per tradimento nel 1478, il titolo venne annullato ma venne concesso a suo nipote, Edoardo di York (1473-1484), che poi divenne principe di Galles. Alla morte di Edoardo il titolo si estinse.
Nel 1485 venne ripristinata la seconda creazione del titolo per cui il titolo passò a Edoardo di York (1475-1499), nipote di Richard Neville. Edoardo venne giustiziato per alto tradimento nel 1499 e il titolo venne ufficialmente abolito a partire dal 1503. Margherita, sorella di Edoardo, riottenne il titolo nel 1513 ma lo perse nel 1539.
Nel 1605, infine, il titolo venne dato a Robert Cecil, uno dei consiglieri di stato più vicini a Giacomo I d'Inghilterra. Cecil era inoltre figlio del segretario della regina Elisabetta I d'Inghilterra, William Cecil, I barone Burghley. Quando un suo discendente venne nominato marchese di Salisbury nel 1789 il titolo confluì nella nuova titolatura come sussidiario.

## Conti di Salisbury, prima creazione (1149)
- Patrick di Salisbury, I conte di Salisbury (m. 1168)
- William di Salisbury, II conte di Salisbury (m. 1196)
- Guglielmo Longespée (ca. 1176–1226)
- Margaret de Lacy, IV contessa di Salisbury (m. 1310)
- Alice de Lacy (1281–1348) (titolo confiscato nel 1322)

## Conti di Salisbury, seconda creazione (1337)
- William Montacute, I conte di Salisbury (1301–1344)
- William Montacute, II conte di Salisbury (1328–1397)
- John Montacute, III conte di Salisbury (1350–1400) (annullato nel 1400)
- Thomas Montacute, IV conte di Salisbury (1388–1428) (restaurato nel 1421, già accettato dal parlamento nel 1409)
- Richard Neville, V conte di Salisbury (1400–1460)
- Richard Neville, VI conte di Salisbury e jure uxoris XVI Conte di Warwick ("Warwick the Kingmaker") (1428–1471) (annullato nel 1471)

## Conti di Salisbury, terza creazione (1472)
- Giorgio Plantageneto, I conte di Salisbury (1449–1478) (annullato nel 1478)

## Conti di Salisbury, quarta creazione (1478)
- Edoardo Plantageneto, I conte di Salisbury (1473–1484) (estinto alla sua morte)

## Conti di Salisbury, seconda creazione (restaurata)
- Edoardo Plantageneto, VII conte di Salisbury (1475–1499) (termine della privazione nel 1485; annullato nel 1499)
- Margherita Plantageneta, VIII contessa di Salisbury (1474–1541) (restaurato nel 1513; annullato nel 1539)

## Conti di Salisbury, quinta creazione (1605)
- vedi Marchese di Salisbury